# Realkassenhaltungs-Effekt
Der Realkassenhaltungs-Effekt ist in der Volkswirtschaftslehre der von Don Patinkin in verschiedenen Hinsichten erweiterte Pigou-Effekt, bei dem die Kassenhaltung unter dem Nutzengesichtspunkt mit einem eigenen Grenznutzen wie der Güterkonsum und das Vermögen behandelt wird.
Ein Sinken des Preisniveaus kann einen Anstieg der Realkasse über die gewünschte Kassenhaltung hervorrufen und der Grenznutzen dieser überhöhten Kassenhaltung ist niedriger als der Grenznutzen zusätzlicher Ausgaben für Konsum, Wertpapiere oder Investition. Als Reaktion werden die Ausgaben erhöht, um die reale Kassenhaltung abzubauen. Der Realkassenhaltungs-Effekt stellt daher ebenfalls einen „Vollbeschäftigungsautomatismus“ unter der Annahme fallender Preise und Löhne (Deflation) dar.

## Geschichte
Don Patinkin versuchte mit seiner Position die Kritik von Keynes an der klassischen Ökonomie wieder in ein Gleichgewichtsmodell einzubinden. Dazu gab er zwar das  Say’sche Theorem und die Neutralität des Geldes auf; Güter werden nicht nur durch Güter gekauft, sondern die Nachfrage ist von monetären Gründen beeinflusst. Die monetären Einflüsse sollen jedoch wie vor Keynes zu einem allgemeinen Gleichgewicht durch flexible Löhne und Preise führen.
Don Patinkin verwies auf den in der  Neoklassischen Theorie enthaltenen Widerspruch zwischen der  Dichotomie und der Quantitätstheorie des Geldes.

## These und Begründung
Der Kassenbestand wird entweder durch Ausgaben abgebaut oder durch Ausgabenverzicht und Sparen erhöht, bis der Grenznutzen der letzten Ausgaben und des letzten zusätzlichen Kassenbestands gleich sind. Damit ist genau der mit der gewünschten Kassenhaltung übereinstimmende reale Kassenbestand erreicht. Don Patinkin erweiterte den Pigou-Effekt vor allem damit, dass nicht nur Ausgaben für Konsum, sondern auch für Wertpapiere und Investitionen in die Betrachtung aufgenommen wurden. Bei Deflation werde durch steigende Ausgaben für Konsum, Wertpapiere und Investitionen ein Vollbeschäftigungsgleichgewicht erreicht.
Sowohl Veränderungen der nominalen Geldmenge wie Änderungen des Preisniveaus beeinflussen die reale Geldmenge. Vermögenseffekte ergeben sich für den privaten Sektor durch eine Änderung des Preisniveaus nur für das sogenannte Außengeld, also die von der Zentralbank geschöpfte Geldmenge und die vom Staat emittierten öffentlichen Anleihen, die für die Privaten eine Nettoforderung darstellen. Im Umfang des von Geschäftsbanken geschöpften Geldes durch die Verschuldung des privaten Sektors (Innengeld) stehen bei sinkendem Preisniveau den Gewinnen der Gläubiger durch die gestiegene Kaufkraft entsprechende Verluste der Schuldner durch die erhöhte reale Schuldenlast gegenüber, die sich im Vermögenssaldo aufheben.

## Vergleichbare Konzepte
Allen vergleichbaren Konzepten ist gemeinsam, dass sie wie der Pigou-Effekt eine die Konjunktur belebende Wirkung der Deflation behaupten, die in einer Krise wieder zu wirtschaftlichem Gleichgewicht und Vollbeschäftigung führen würde.

### Der Realkassen-Effekt
Beim Realkasseneffekt (real balance effect) steigt die Realkasse durch ein sinkendes Preisniveau über oder sinkt durch ein steigendes Preisniveau unter die gewünschte Kassenhaltung. Im IS-LM-Modell kommt es bei niedrigeren Preisen zu einer Rechtsverschiebung der LM-Kurve und des Schnittpunktes mit der IS-Kurve. Der Realkassen-Effekt ist die Grundlage für die nach Pigou, Keynes und Patinkin benannten Effekte.

### Der Pigou-Effekt
Der Pigou-Effekt gleicht in seiner Wirkungsweise generell dem Realkasseneffekt, betont aber besonders den Vermögenseffekt für die Halter der Staatsanleihen, bei denen durch das rückläufige Preisniveau das Gefühl entsteht, wohlhabender zu sein. Daher erhöhen sie ihre Konsumausgaben und damit die in einer Volkswirtschaft nachgefragte Gütermenge. Der Pigou-Effekt wurde von Don Patinkin erweitert zum Realkassenhaltungs-Effekt.

### Der Keynes-Effekt
Der sogenannte Keynes-Effekt kommt aus der Neoklassischen Synthese von John R. Hicks und steht in völligem Widerspruch zu den Ansichten von Keynes zur Wirkung der Deflation auf die Konjunktur. Er beschreibt einen indirekt über den Wertpapiermarkt auf die Investition wirkenden Effekt auf die Güternachfrage. Durch die mit sinkenden Preisen überhöhte Kassenhaltung (Transaktions- und Spekulationskasse) steige die Nachfrage nach Wertpapieren, damit sinken die Zinsen und die Investitionen nehmen zu. Im IS-LM-Modell verschiebt sich die IS-Kurve nach rechts, Einkommen und Beschäftigung steigen.